# 0175
0175 è il prefisso telefonico del distretto di Saluzzo, appartenente al compartimento di Torino.
Il distretto comprende la parte nord-occidentale della provincia di Cuneo. Confina con la Francia a ovest e con i distretti di Pinerolo (0121) a nord, di Torino (011) a nord-est, di Savigliano (0172) a est e di Cuneo (0171) a sud.

## Aree locali e comuni
Il distretto di Saluzzo comprende 33 comuni compresi nelle 2 aree locali di Barge (ex settori di Barge, Casteldelfino, Paesana e Sampeyre) e Saluzzo. I comuni compresi nel distretto sono: Bagnolo Piemonte, Barge, Bellino, Brondello, Brossasco, Casteldelfino, Castellar, Costigliole Saluzzo, Crissolo, Envie, Frassino, Gambasca, Isasca, Lagnasco, Manta, Martiniana Po, Melle, Oncino, Ostana, Paesana, Pagno, Piasco, Pontechianale, Revello, Rifreddo, Rossana, Saluzzo, Sampeyre, Sanfront, Scarnafigi, Valmala, Venasca e Verzuolo .